# Atractocarpus crosbyi
Atractocarpus crosbyi là một loài thực vật có hoa trong họ Thiến thảo. Loài này được (Burkill) Puttock mô tả khoa học đầu tiên năm 1999.